# جون أديسون بورتر (صحفي)
جون أديسون بورتر (بالإنجليزية: John Addison Porter)‏ هو صحفي أمريكي، ولد في 17 أبريل 1856 في نيو هيفن في الولايات المتحدة، وتوفي في 15 ديسمبر 1900 في Pomfret, Connecticut ‏ في الولايات المتحدة.